# Rocket Mortgage Fieldhouse

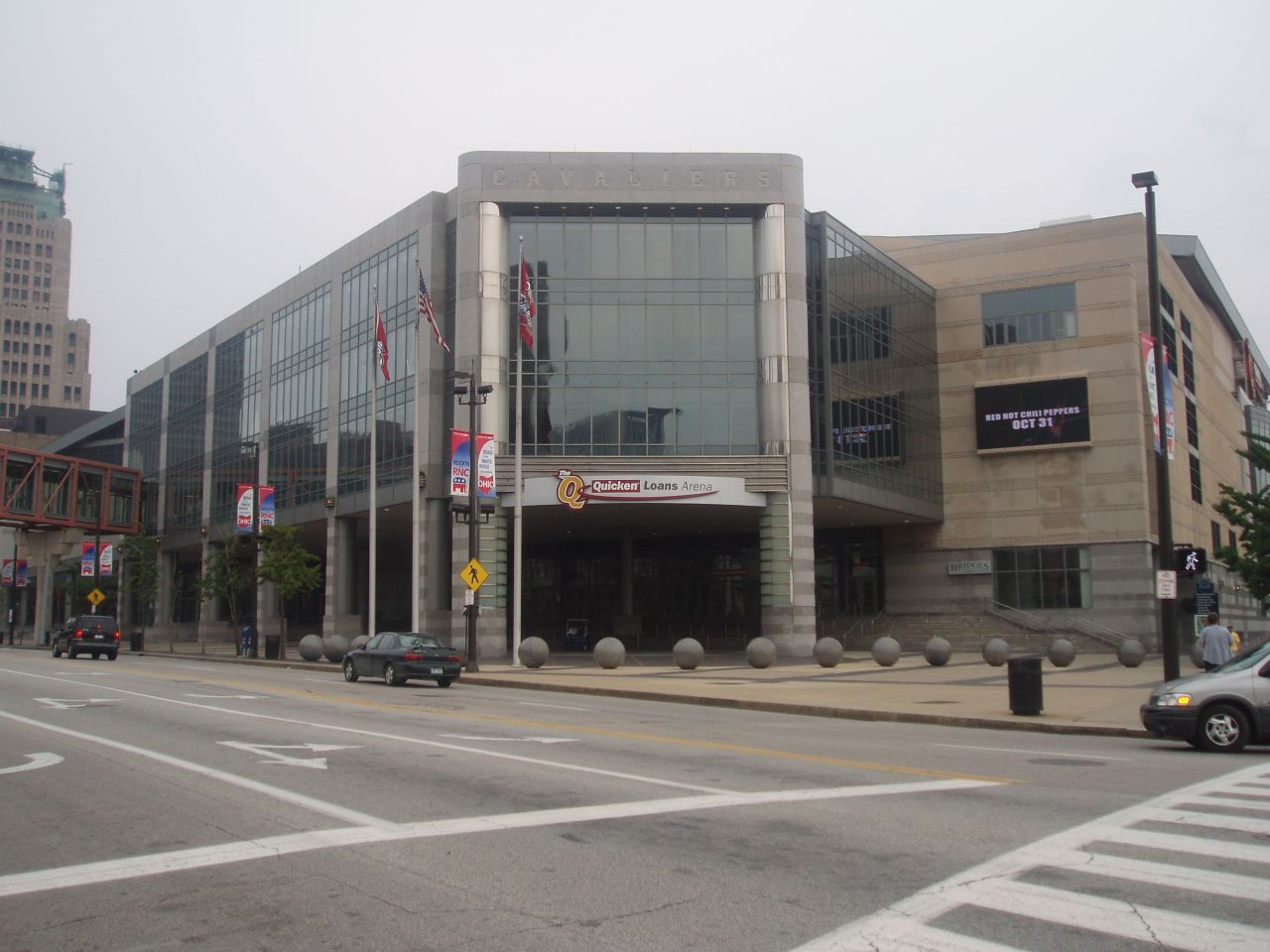
Rocket Mortgage Fieldhouse 2006.

Rocket Mortgage Fieldhouse (även kallad The Q) är en inomhusarena i centrala Cleveland i Ohio i USA. Arenan invigdes den 17 oktober 1994 med en konsert av Billy Joel. Några veckor senare spelade Cleveland Cavaliers den första basketmatchen i arenan.
Fram till och med augusti 2005 hette arenan Gund Arena efter den tidigare ägaren av Cavaliers, Gordon Gund, som hade köpt rättigheterna till namnet.
I arenan spelar Cleveland Cavaliers sina hemmamatcher i basketligan National Basketball Association (NBA). Arenan rymmer ett maximum av 20 562 åskådare vid basketmatcher.